# Superconducting Super Collider
Il Superconducting Super Collider (in italiano, Super Collisore Superconduttivo) doveva essere un gigantesco acceleratore di particelle costruito negli Stati Uniti negli anni ottanta, ma il suo progetto venne accantonato non tanto per ragioni di fattibilità tecnica, quanto soprattutto per carenza di fondi.

## Storia e caratteristiche tecniche
Avrebbe dovuto essere costruito presso la cittadina di Waxahachie nel Texas, e venne ideato all'inizio degli anni ottanta dall'US Department of Energy (DoE), allo scopo di far collidere protoni a velocità mai raggiunte prima e permettere ai ricercatori di esaminare i frammenti subatomici prodotti dagli urti. I fasci di protoni avrebbero dovuto essere accelerati da migliaia di magneti superconduttori collocati lungo un tunnel circolare con una circonferenza di 87 km.
I fisici delle particelle accolsero con favore la proposta, certi che il Supercollisore sarebbe stato uno strumento potente per lo studio dei componenti fondamentali della materia. Le stime iniziali valutavano in circa 4 miliardi di dollari il costo del progetto.
I presidenti Ronald Reagan e George H. W. Bush sostennero con entusiasmo il Supercollisore e all'inizio degli anni novanta ebbero inizio i lavori di scavo nelle praterie del Texas. A quel punto, però, variazioni progettuali e spese impreviste avevano quasi triplicato il costo dell'acceleratore. Molti politici non texani cominciarono a considerare il Supercollisore un pozzo senza fondo che avrebbe sottratto fondi a progetti di ricerca meno imponenti ma egualmente importanti. Perciò nel 1993 il Congresso tagliò il progetto, benché fossero già stati spesi 2 miliardi di dollari. Ventiquattro chilometri di tunnel parzialmente scavati vennero abbandonati e occultati; oggi solo alcuni pozzi colmati ne indicano la presenza.
A questo punto, molti fisici che avevano sperato nella realizzazione del progetto cominciarono ad appuntare le proprie speranze sul più modesto Large Hadron Collider, l'acceleratore di particelle da 6 miliardi di dollari costruito al CERN di Ginevra.

## Confronto tra gli acceleratori SSC e LHC
La realizzazione di SSC, anche se avesse consentito di raggiungere energie superiori a quelle dell'acceleratore competitore LHC, al CERN di Ginevra, risultava, dal punto di vista economico, meno competitivo. Oltre alle maggiori dimensioni (87 km contro i circa 27 km di LHC), SSC avrebbe richiesto la realizzazioni di importanti opere di ingegneria civile che invece non sono state necessarie per realizzare LHC. Quest'ultimo, infatti, riutilizza la caverna già costruita per ospitare il precedente acceleratore, il LEP, che è stato smantellato per far posto al nuovo acceleratore. L'energia nel centro di massa avrebbe dovuto essere di 20 TeV per SSC, mentre per LHC è di 14 TeV. Entrambi gli acceleratori da progetto avrebbero realizzato collisioni tra fasci di protoni.